# Zofia (film)
Zofia – polski film dramatyczny z 1976 roku w reżyserii Ryszarda Czekały.

## Opis fabuły
Zofia (Ryszarda Hanin), pensjonariuszka domu starców, dowiaduje się, że jej córka i zięć dostali mieszkanie, Odtąd sensem życia staje się dla niej zamieszkanie razem z nimi. By nie być dla dzieci ciężarem, zamierza wykonywać za nie drobne posługi domowe. Wiara w łaskawość rodziny, choćby interesowną, jest jedyną rzeczą podtrzymującą Zofię przy życiu.

## Obsada
- Ryszarda Hanin jako Zofia
- Zdzisław Maklakiewicz jako kelner
- Zdzisław Mrożewski jako Władysław
- Andrzej Gazdeczka jako reżyser filmu "Zofia"
- Andrzej Balcerzak jako dyrektor domu starców
- Alicja Jachiewicz jako córka Zofii
- Stefan Szmidt jako Robert, zięć Zofii
- Halina Buyno-Łoza jako pensjonariuszka domu starców
- Jerzy Block jako pensjonariusz domu starców
- Józef Pieracki jako profesor ASP

i inni